# Кузьминское (Рязанская область)

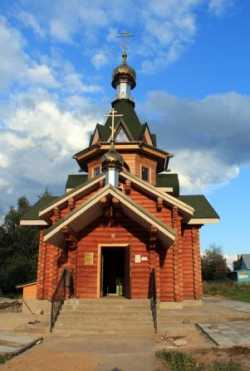
Церковь Петра и Февронии недалеко от Базарной площади

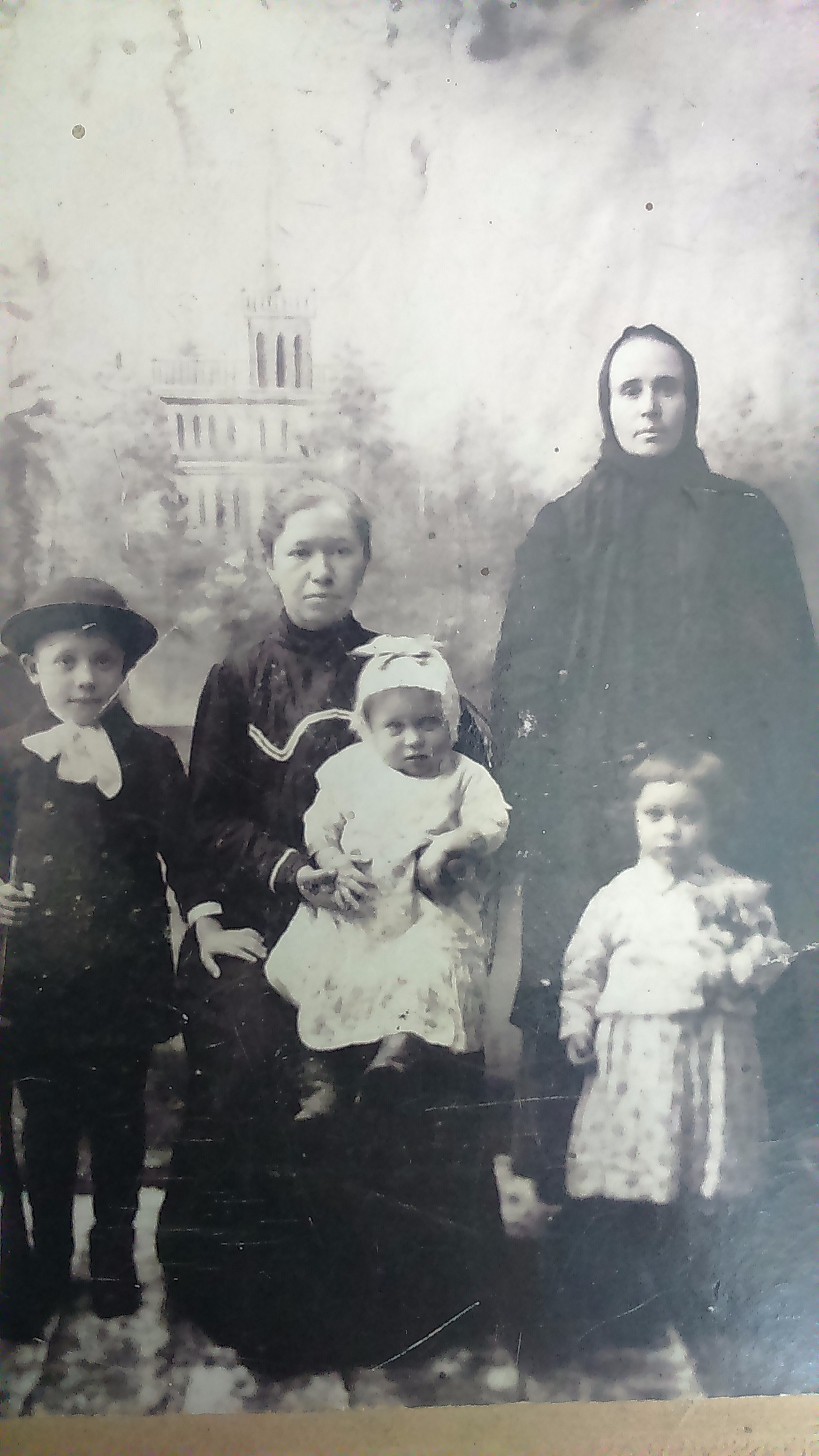
Фото кузьминской семьи. 1915 год

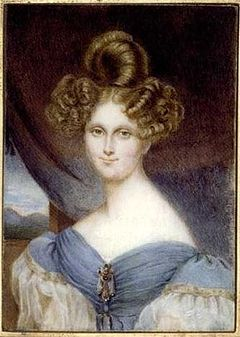
Землевладелица села Анна Михайловна Хилкова (Щербатова, Толстая, 1792—1868)

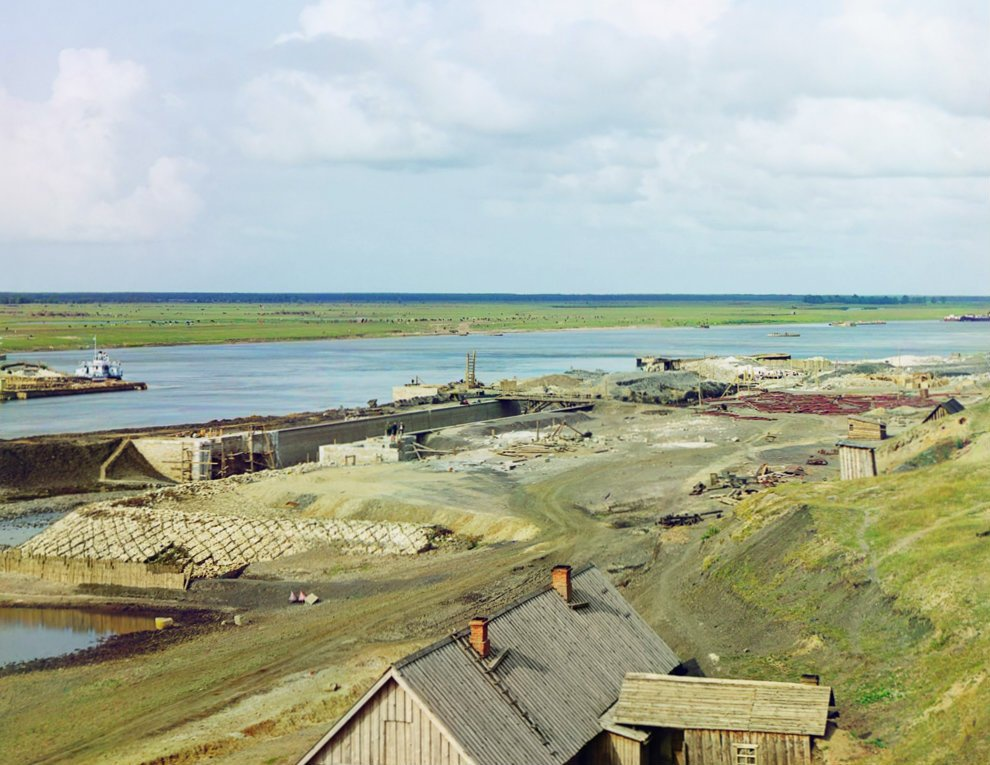
Строительство Кузьминской плотины, 1912. Фотография С. М. Прокудина-Горского

Кузьми́нское (в метрических книгах вплоть до 1918 года почти всегда: Кузминск) — село в Кузьминском сельском поселении Рыбновского района Рязанской области. Расположено на живописном высоком правом берегу Оки в 44 километрах к северо-западу от Рязани. Является административным центром Кузьминского сельского поселения. Протяжённость села по главной дороге — приблизительно 3 км.
В получасе ходьбы от западной границы села находится родина поэта Сергея Есенина — село Константиново, где с 1965 года располагается музей-заповедник.
В последнюю субботу июля в сёлах Кузьминском и Константиново проводится день села.

## Население
1676 год — 11 боярских дворов, 52 бобыльских двора, 95 крестьянских дворов.
1858 год — 272 домохозяина и 2250 жителей.
1859—1860 годы — 183 двора, 1145 мужчин, 1136 женщин.
1881 год — 2863 человека, 461 домохозяин, 421 деревянная изба, 19 каменных изб.
1905 год — 503 двора, 3123 жителя, из которых 1402 мужчины и 1721 женщина.
1917 год — более 3000 человек.
1941 год — 295 хозяйств, 1117 человек, из них трудоспособных — 317.
1986 год — 460 человек.
1997 год — 509 человек.
2011 год — 511 человек.
В летние месяцы количество человек, проживающих в селе, увеличивается, в том числе за счёт того, что между Базарной площадью и деревней Аксёново проживает много дачников.

## История

### Кузминск или Кузьминское?
В метрических книгах (велись с 1720-х годов по сентябрь 1918 г.) ныне не существующих Ильинской и Воскресенской церквей села название почти всегда пишется «Кузминск» и лишь с 1914 года иногда встречается вариант «Кузминское». Однако в документах об образовании, представленных в музее С. А. Есенина в Константиново, мягкий знак в написании «Кузьминская волость» всё же встречается. В загсовских книгах, появившихся в сентябре 1918 года, чаще употребляется вариант «Кузьминское» (за исключением нескольких записей волостного периода).

### Административно-территориальная принадлежность
До Петровской реформы село входило в Понисский стан древнего Рязанского уезда, существовавшего с момента присоединения в 1521 году независимого Рязанского княжества к Московскому княжеству вплоть до 1719 года.
После Петровской реформы до 24.08.1778 село входило в состав Переяслав-Рязанской провинции (1719—1778) Московской губернии. 24.08.1778 года Переяслав-Рязанская провинция преобразована Екатериной II в самостоятельное Рязанское наместничество. 12.12.1796 Павел I преобразовал Рязанское наместничество в Рязанскую губернию.
- С 1796 по 1929 год — село Кузминск (в церковных метрических книгах это название никогда не писалось с мягким знаком) Кузьминской волости Рязанского уезда Рязанской губернии. В метрических книгах сельских церквей первой половины 19 века село упоминается как относящееся к Рязанской округе. С 7.11.1917 официальное написание — село Кузьминское. По некоторым данным, к Кузьминской волости также относились села и деревни: Чешуево, Раменки, Аксёново, Иванчины, Волхона, Данилово, Кудашево, а после укрупнения волостей в 1870-е годы в Кузьминскую волость вошли из Волынской и Федякинской волостей: Медведево, Костино, Ромоданово, Кривоносово, Федякино, Константиново, Сельцы, а также вся Новосельская волость.
- С 14.01.1929 по 3.06.1929 года — село Кузьминское Кузьминского сельского совета Центрально-Промышленной области (после 3.06.1929 — Московской области, так как Центрально-Промышленная область была переименована в Московскую область).
- С 12.07.1929 года по 30.07.1930 года — село Кузьминское Кузьминского сельского совета Рыбновского района Рязанского округа Московской области.
- С 30.07.1930 года — село Кузьминское Кузьминского сельского совета Рыбновского района Московской области.
- С 26.09.1937 года по 31.12.1996 — село Кузьминское Кузьминского сельского совета Рыбновского района Рязанской области (в 1963—1965 гг. Рыбновский район упразднялся и село входило в состав Рязанского района).
- С 01.01.1997 года до 31.12.2005 года — село Кузьминское Кузьминского сельского округа Рыбновского района Рязанской области.
- С 1.01.2006 года — село Кузьминское Кузьминского сельского поселения Рыбновского района Рязанской области.

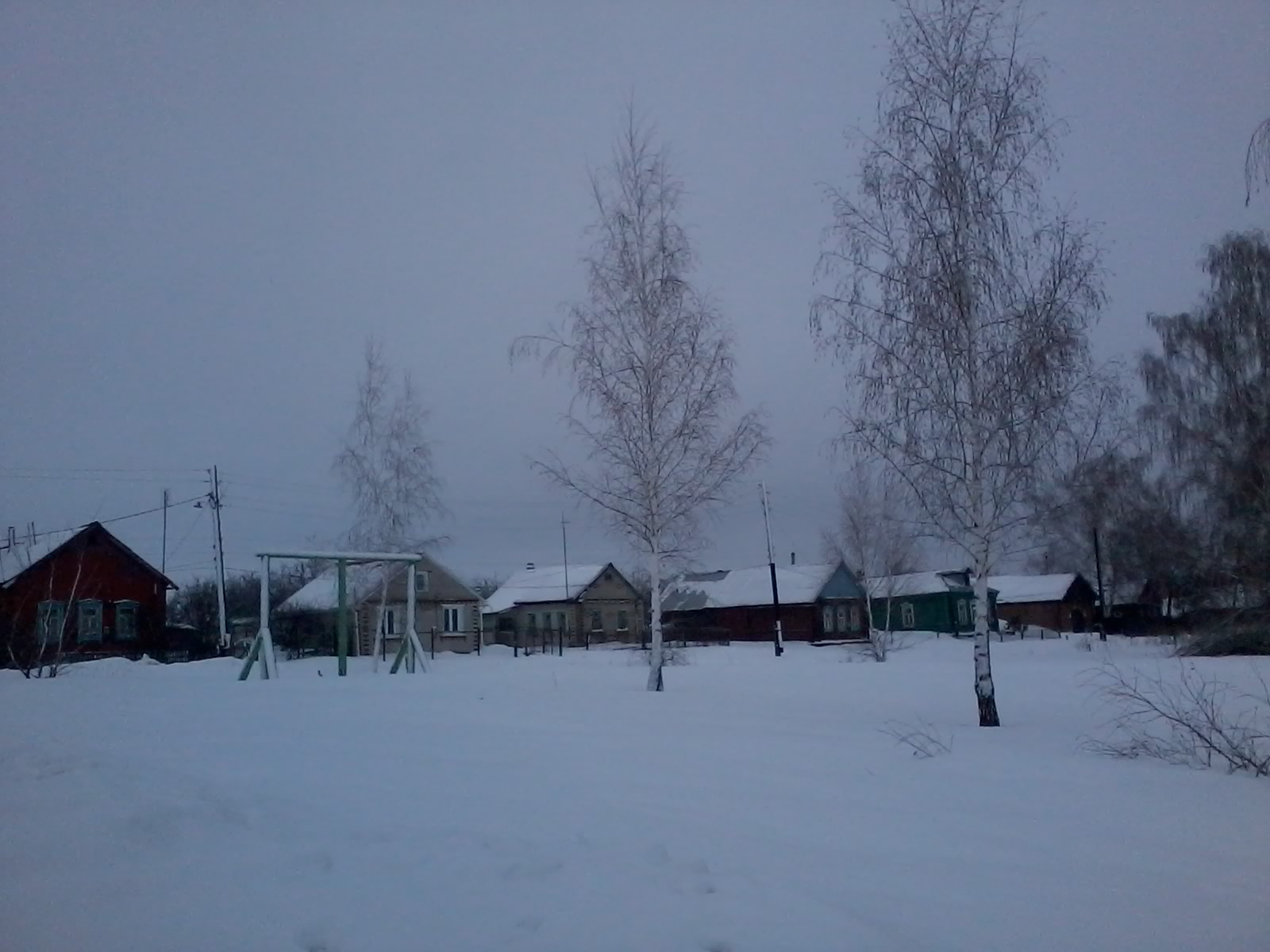
Вид на дома в центральной части села

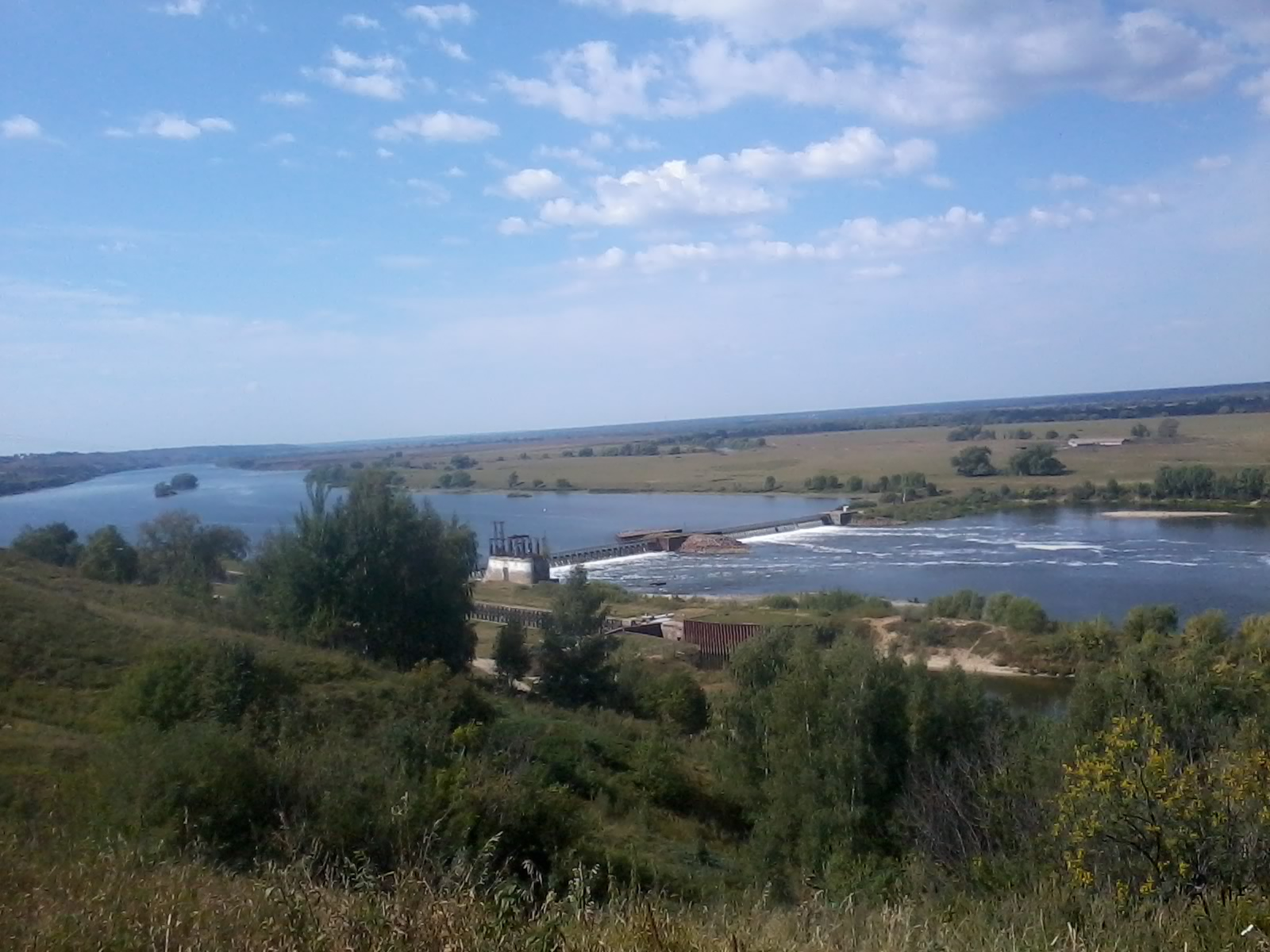
Вид на Кузьминский шлюз (разобран в 2015 году)

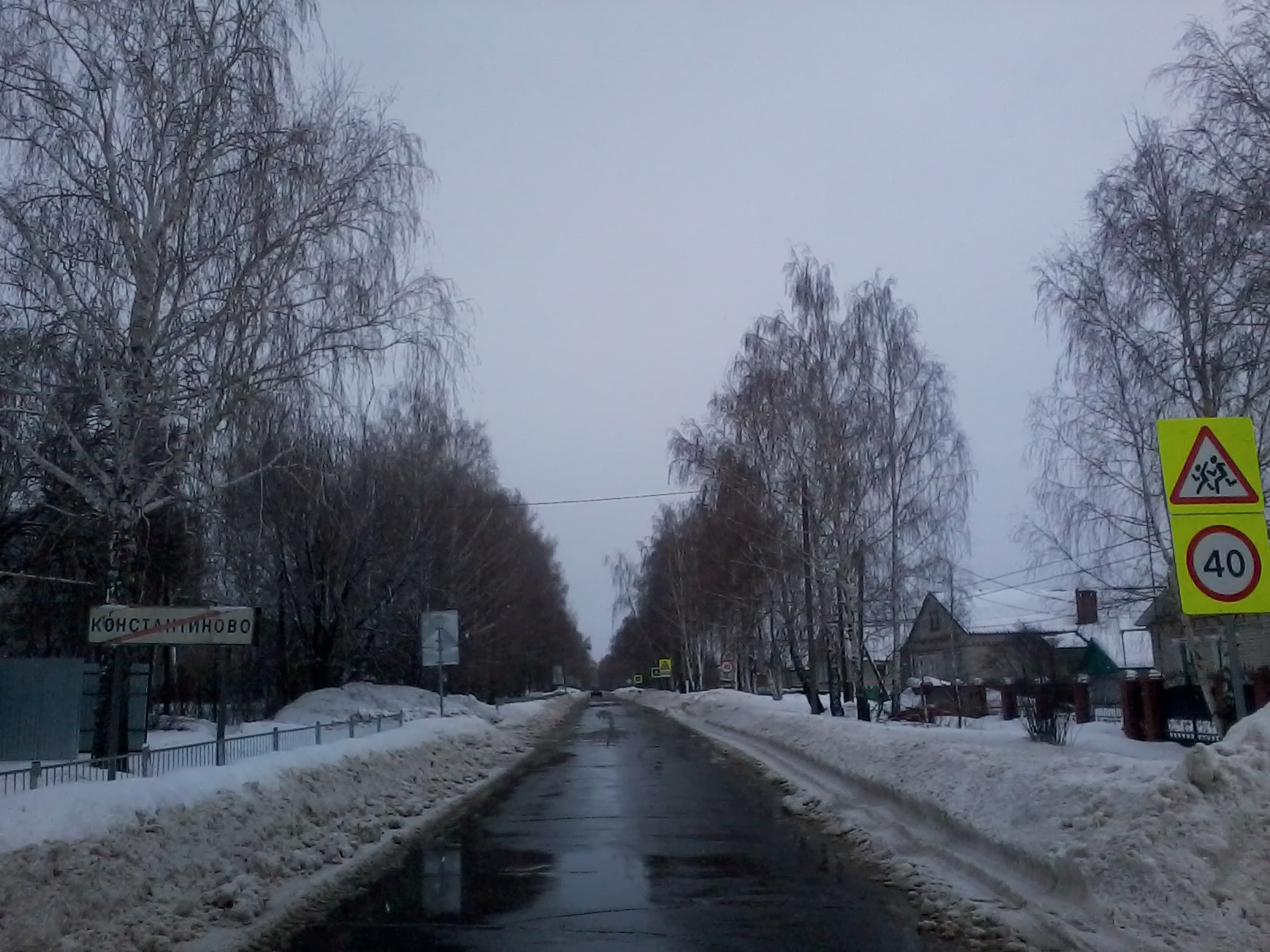
Вид на приконстантиновскую часть села Кузьминского, некогда именовавшуюся Клином

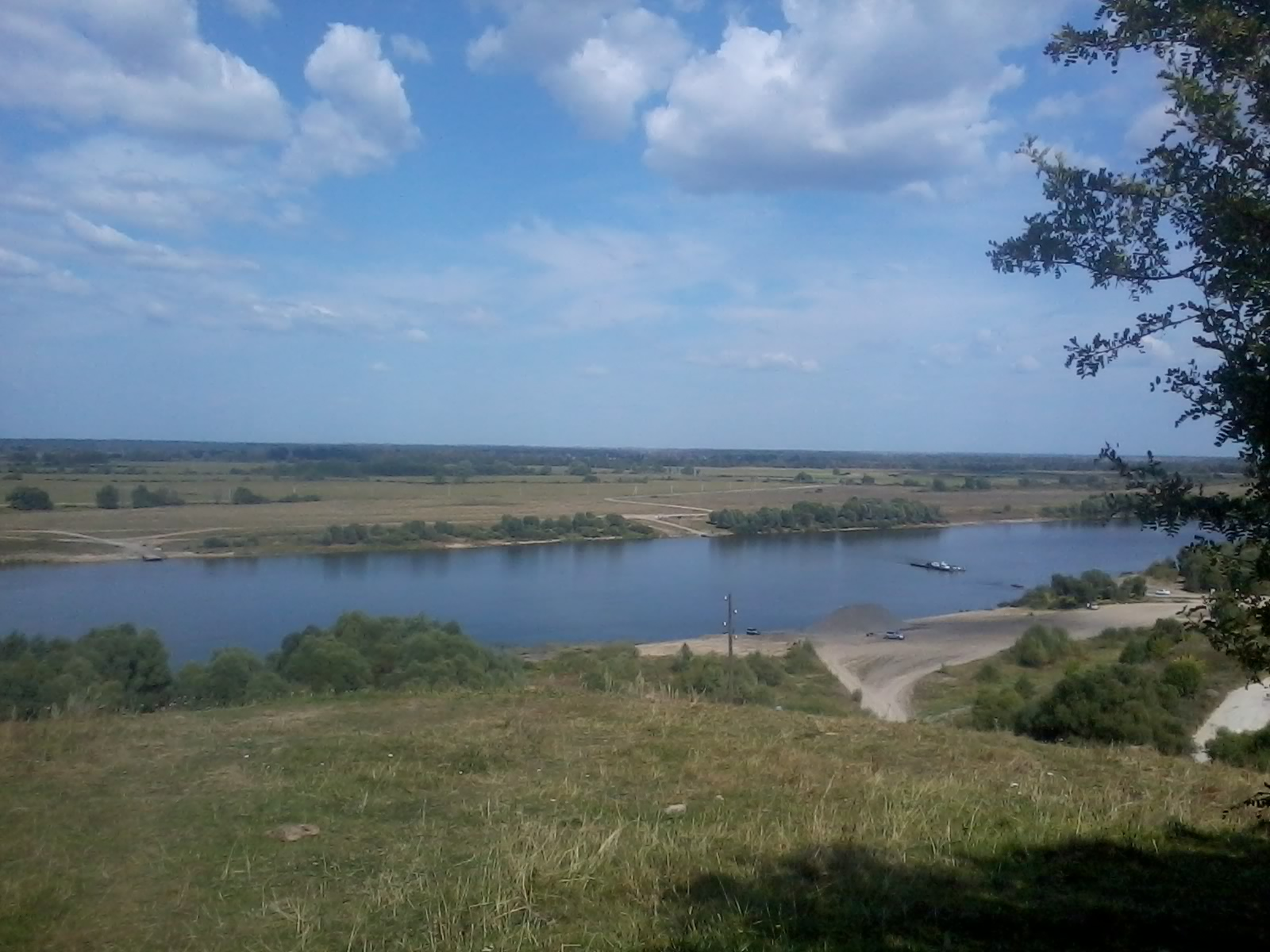
Вид на реку Оку и другой берег. Видна паромная переправа.

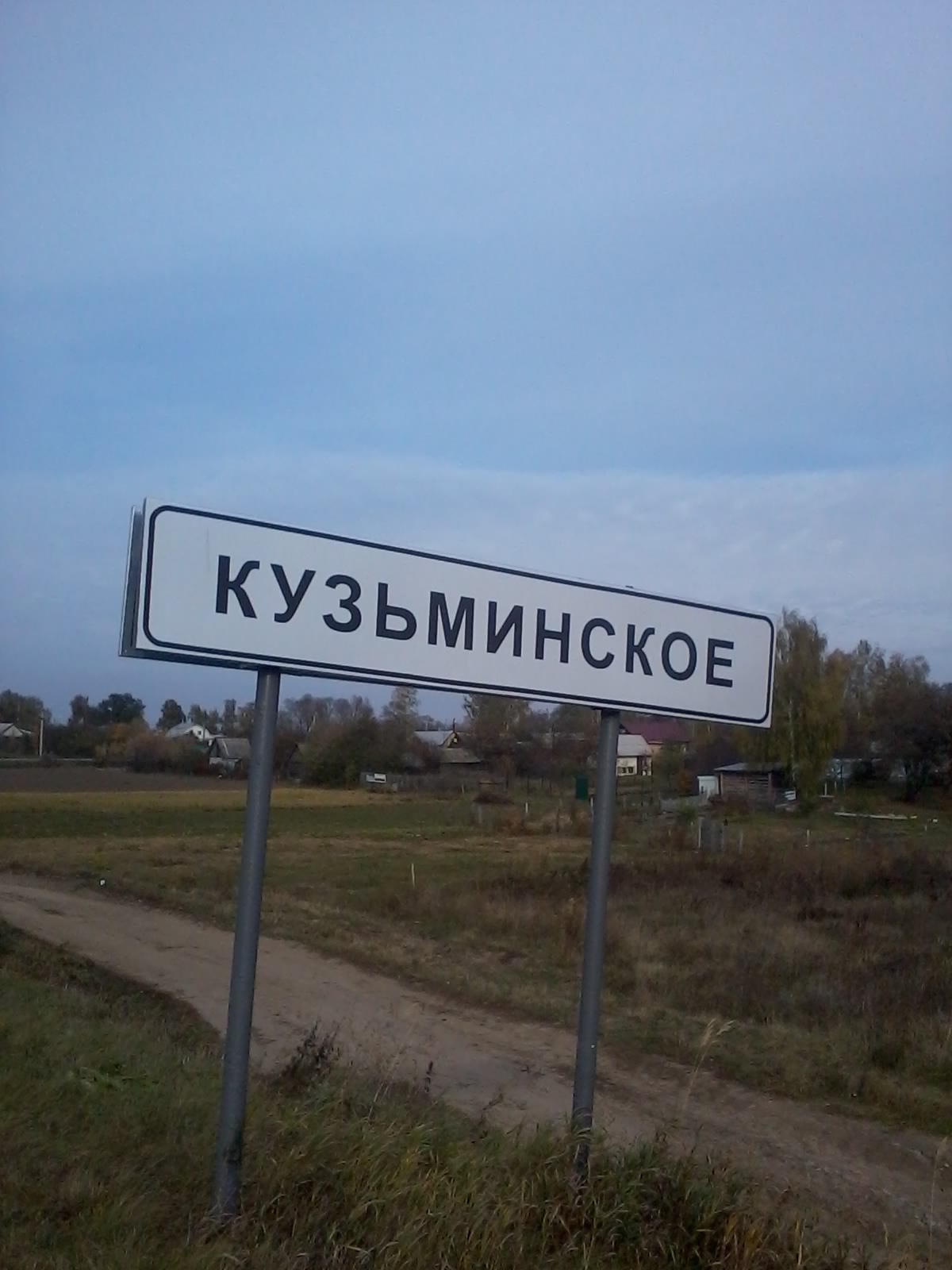
Въезд в село с подъездной дороги Рыбное-Раменки-Кузьминское

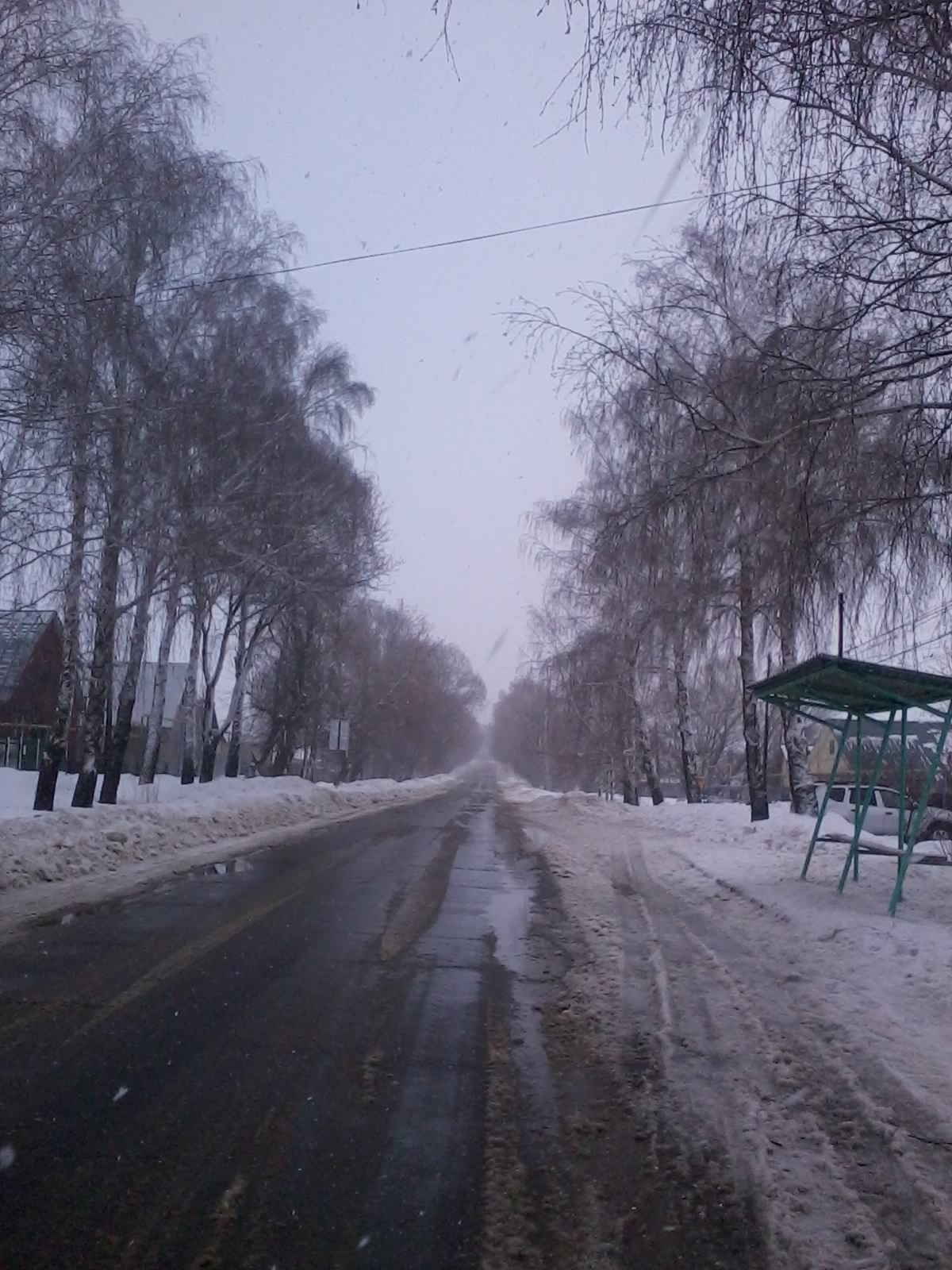
Главная дорога зимой. Остановка у границы с селом Константиново.

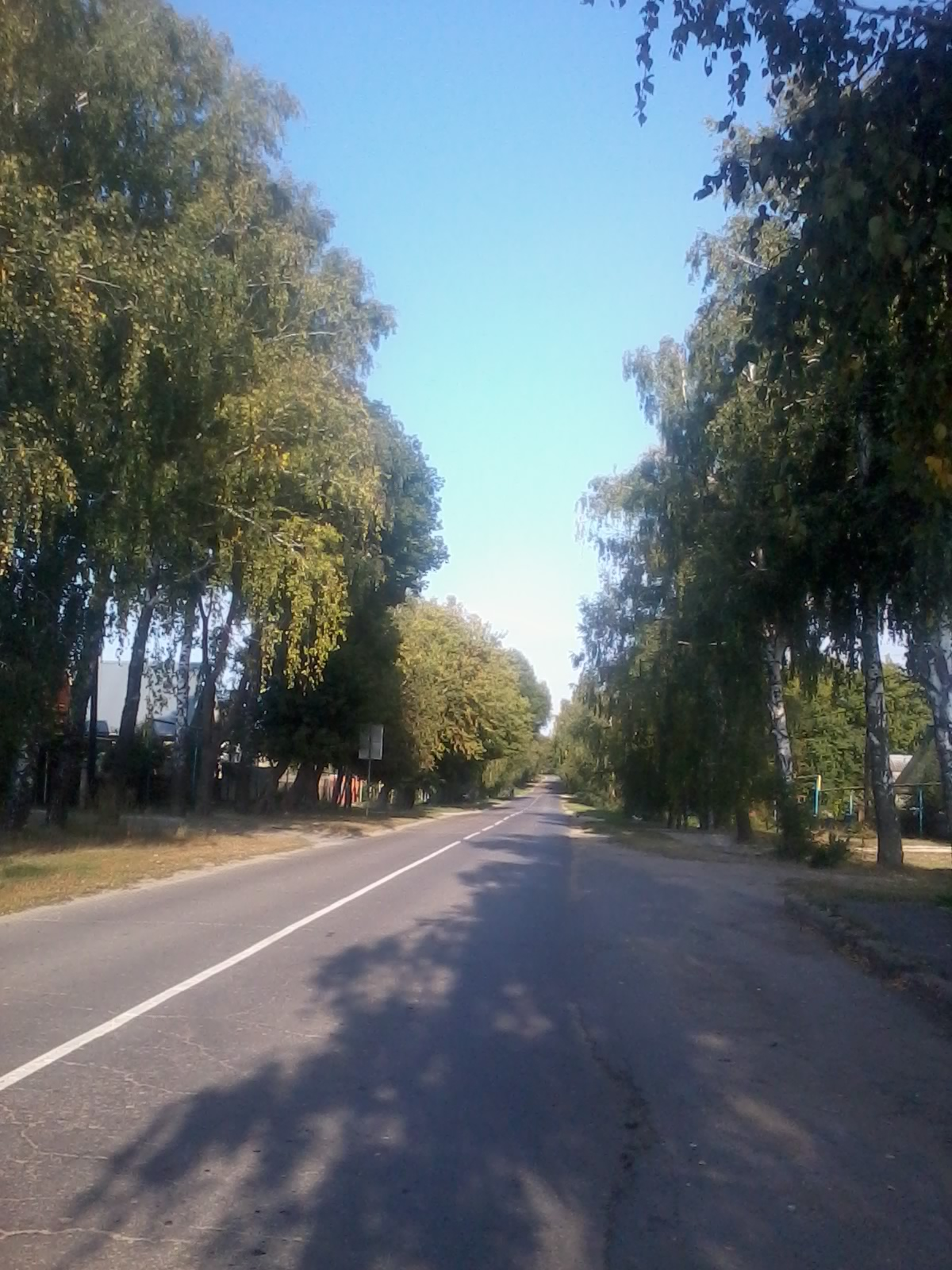
Главная дорога села

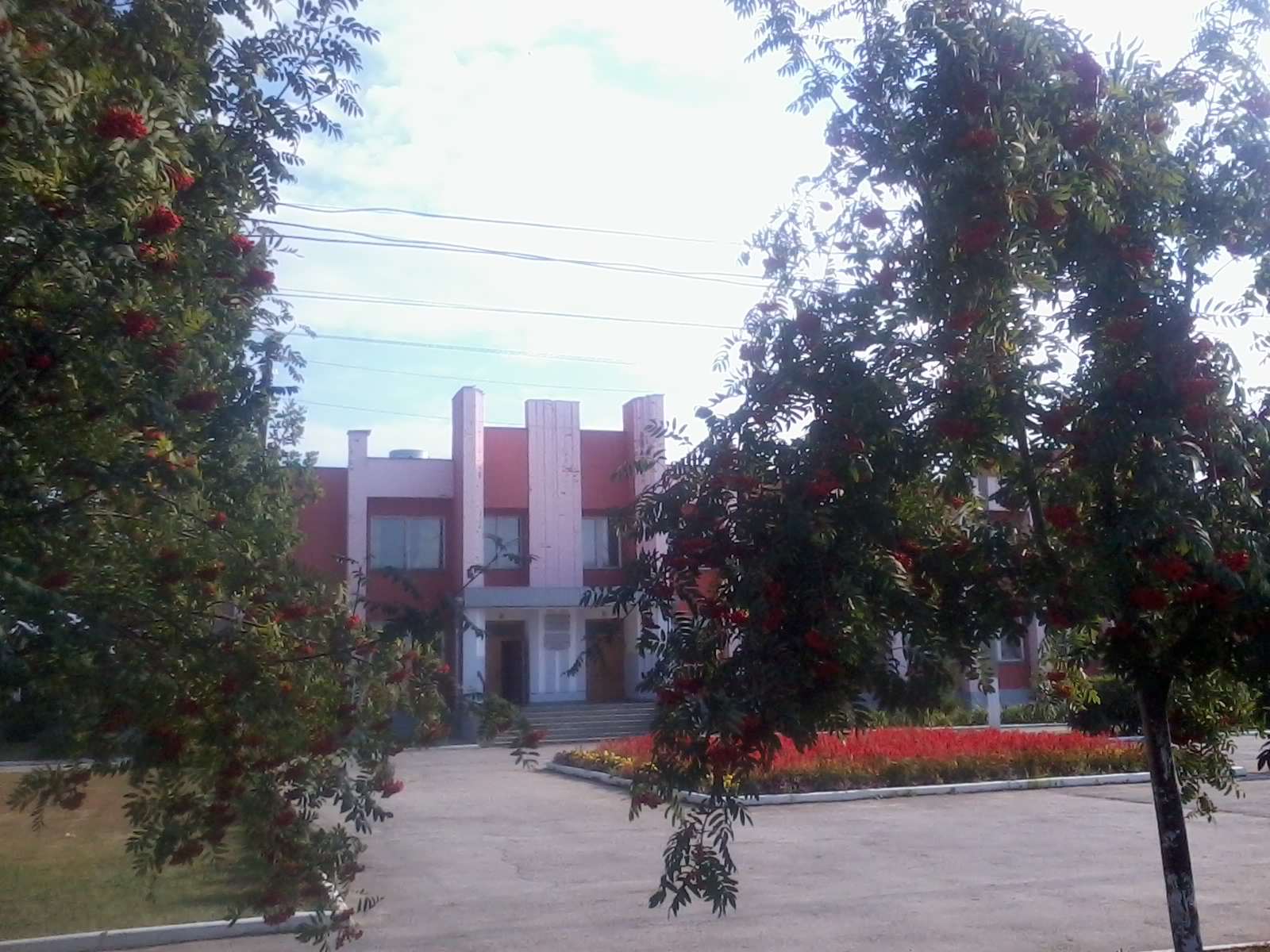
Константиновский сельский дом культуры и объединённая кузьминско-константиновская библиотека. Здание расположено на границе сёл Кузьминское и Константиново

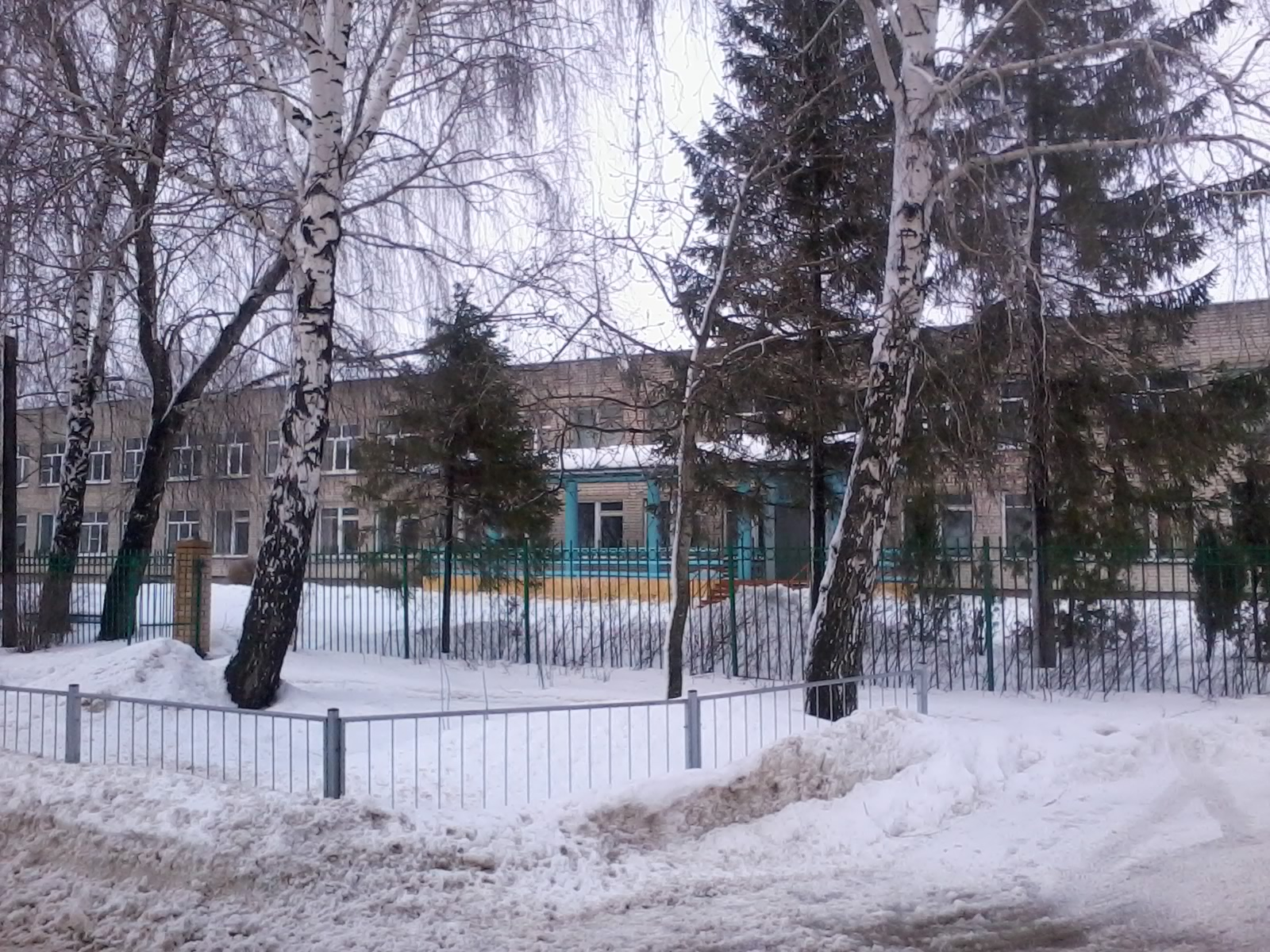
Кузьминская сельская школа имени С. А. Есенина. Расположена рядом с границей с селом Константиново.

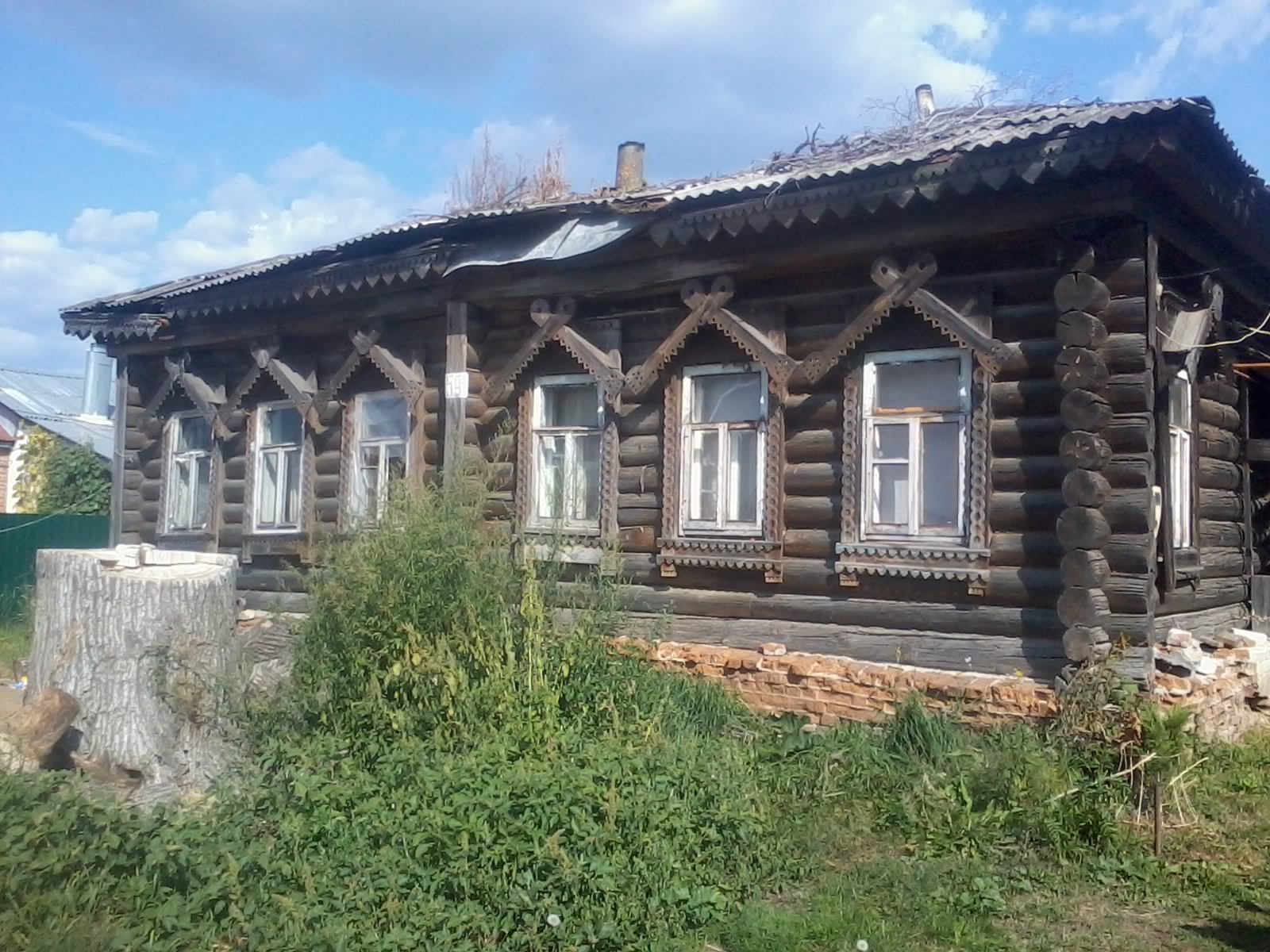
Пример классического дома в селе Кузьминское

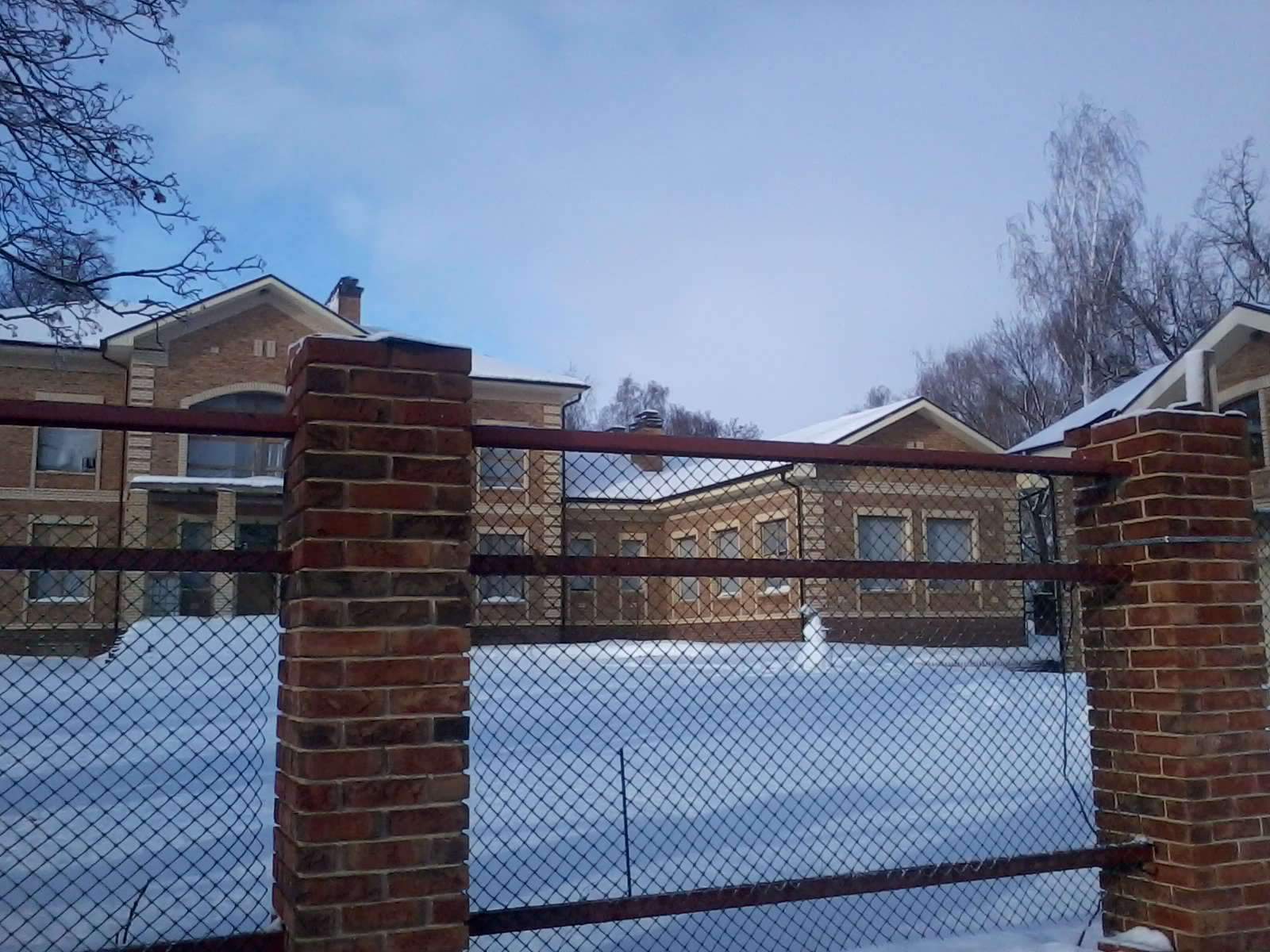
Один из современных особняков. Скорее всего, стоит на месте дореволюционной помещичьей усадьбы.

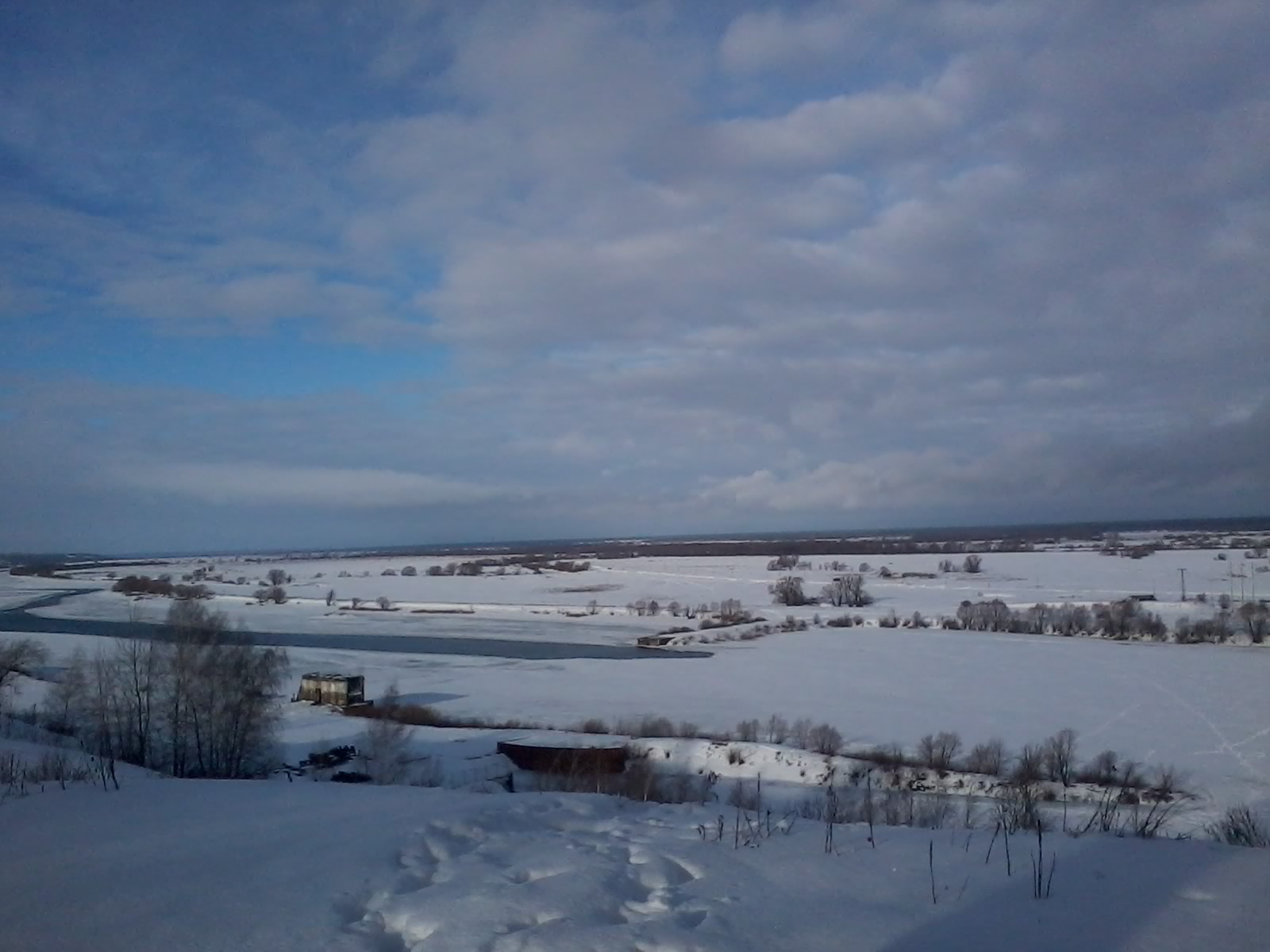
Остатки Кузьминского шлюза после его демонтажа и вид на другой берег Оки

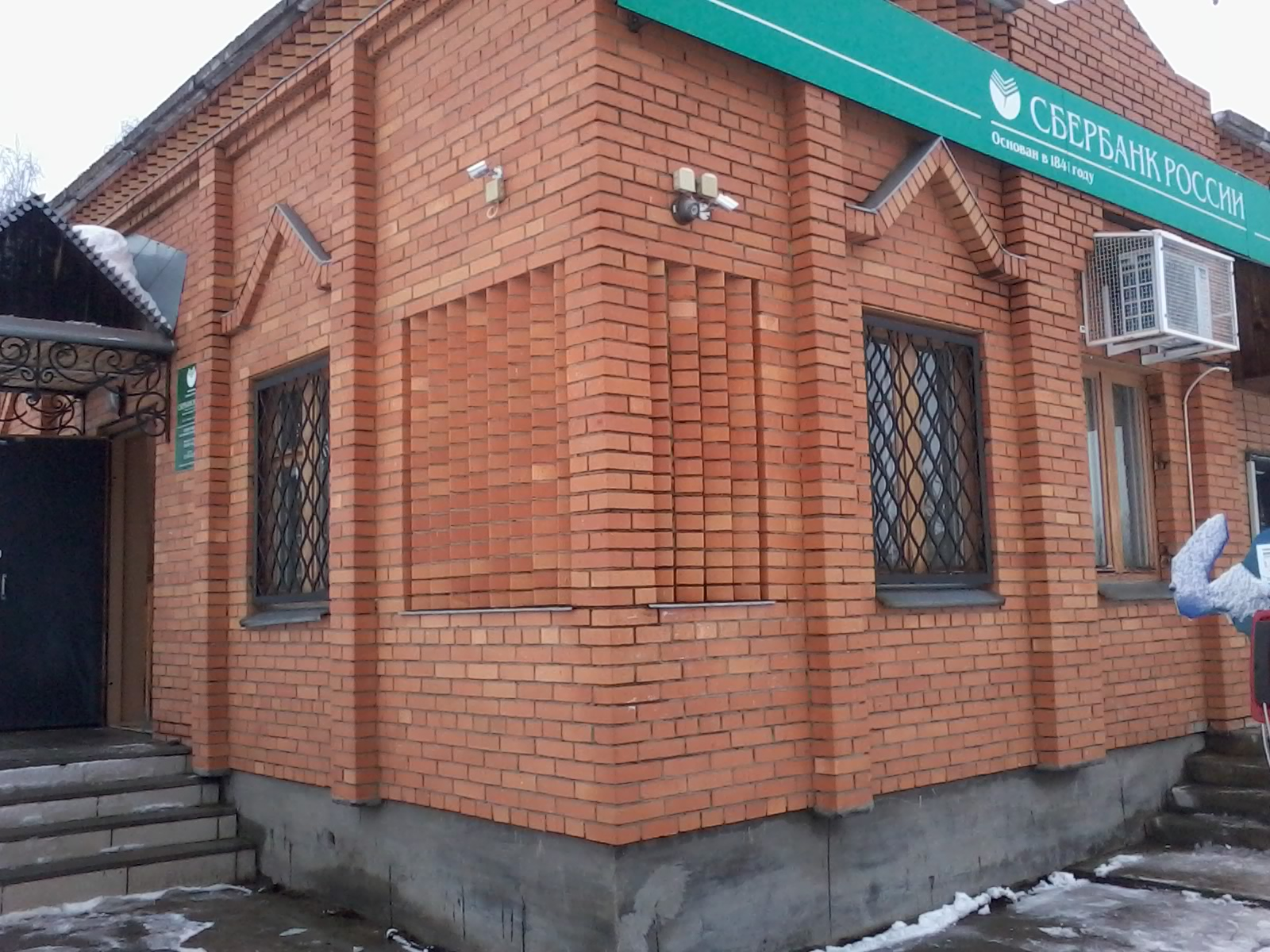
Отделение Сбербанка России в центре села

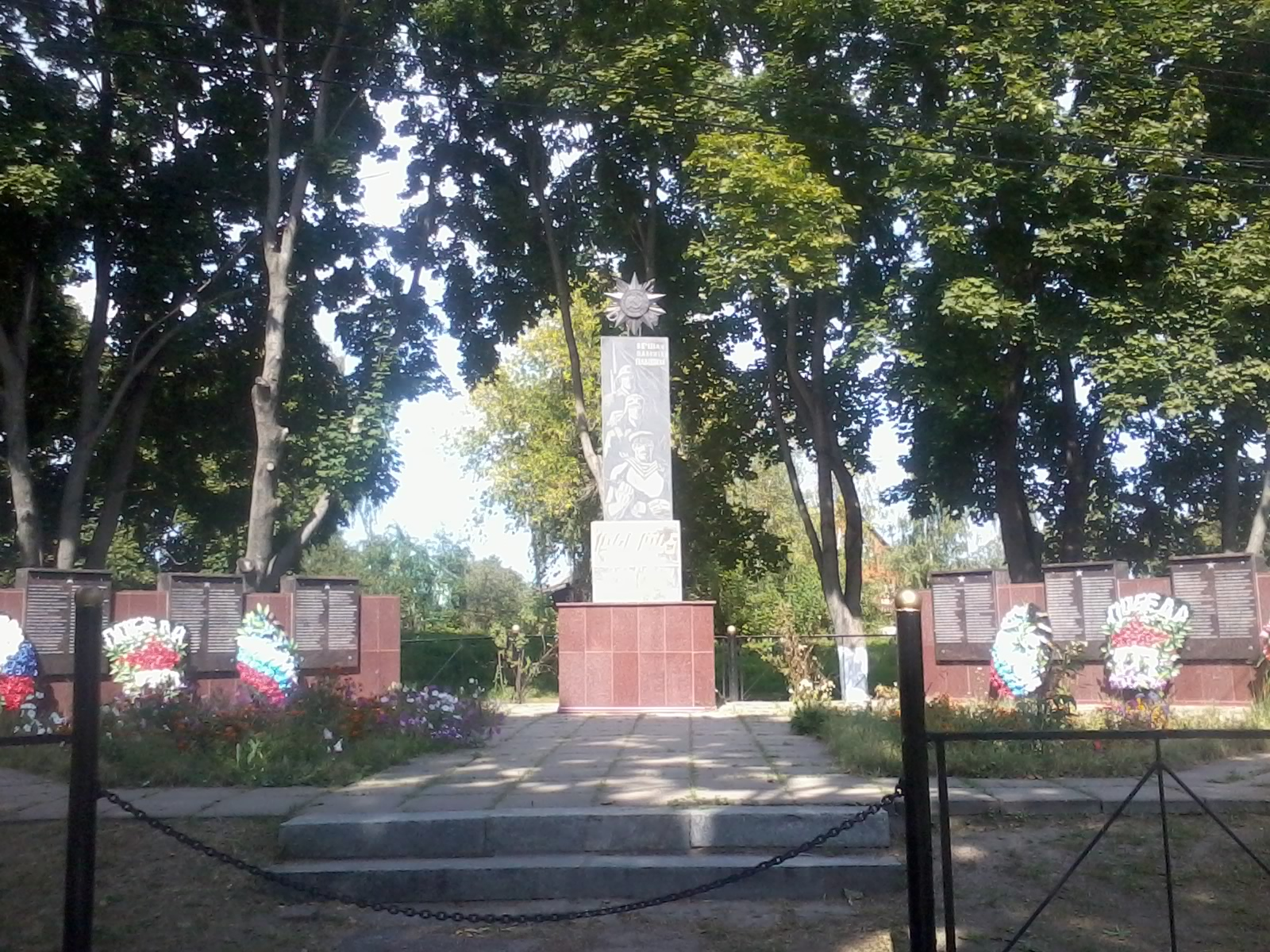
Памятник жителям сёл Кузьминское, Константиново и деревни Аксёново, погибшим в 1941—1945 гг. в боях Великой Отечественной войны. Установлен в центре села, у Базарной площади.

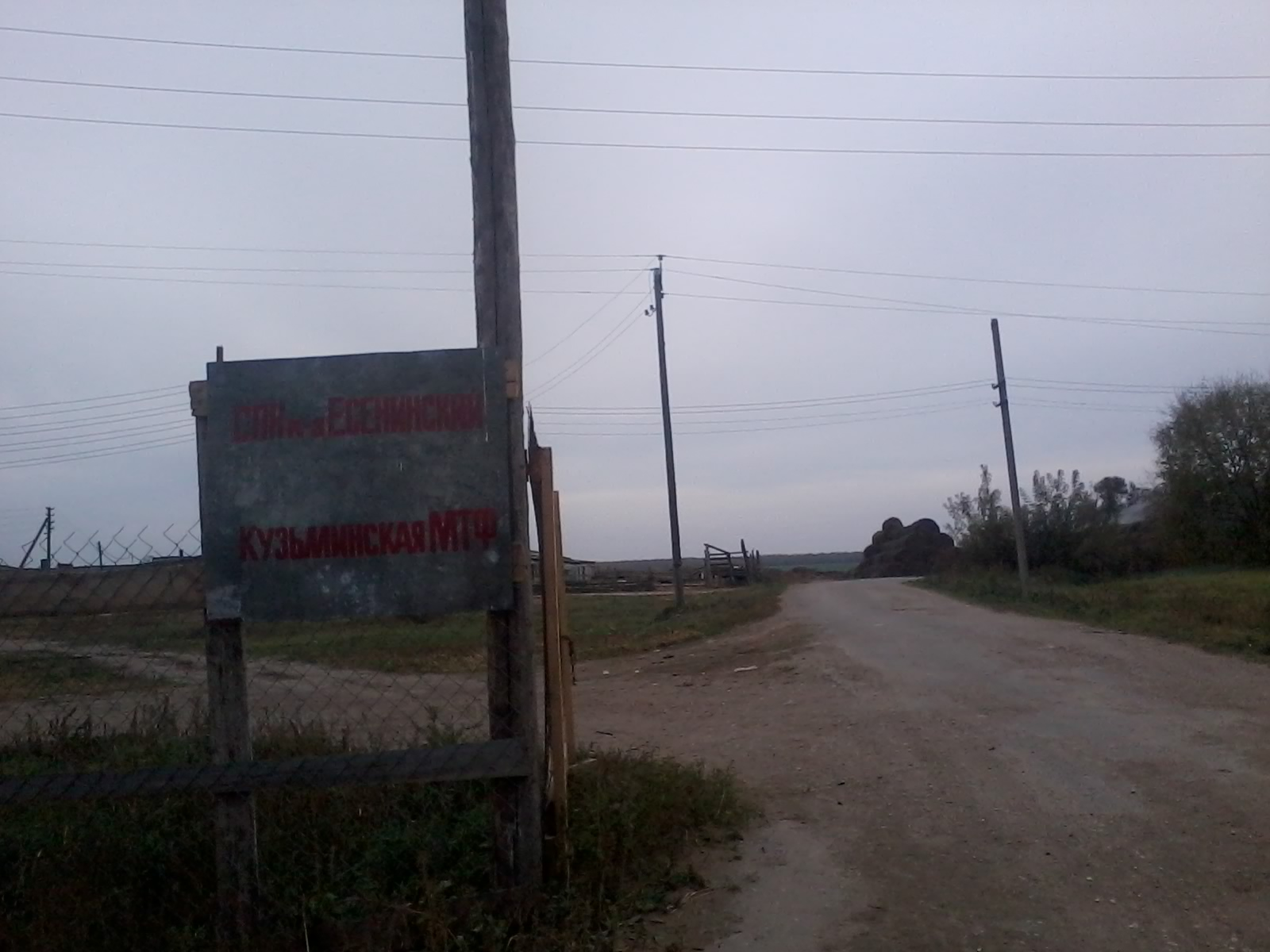
Садоводческий некоммерческий кооператив «Есенинский» и Кузьминская молочно-товарная ферма

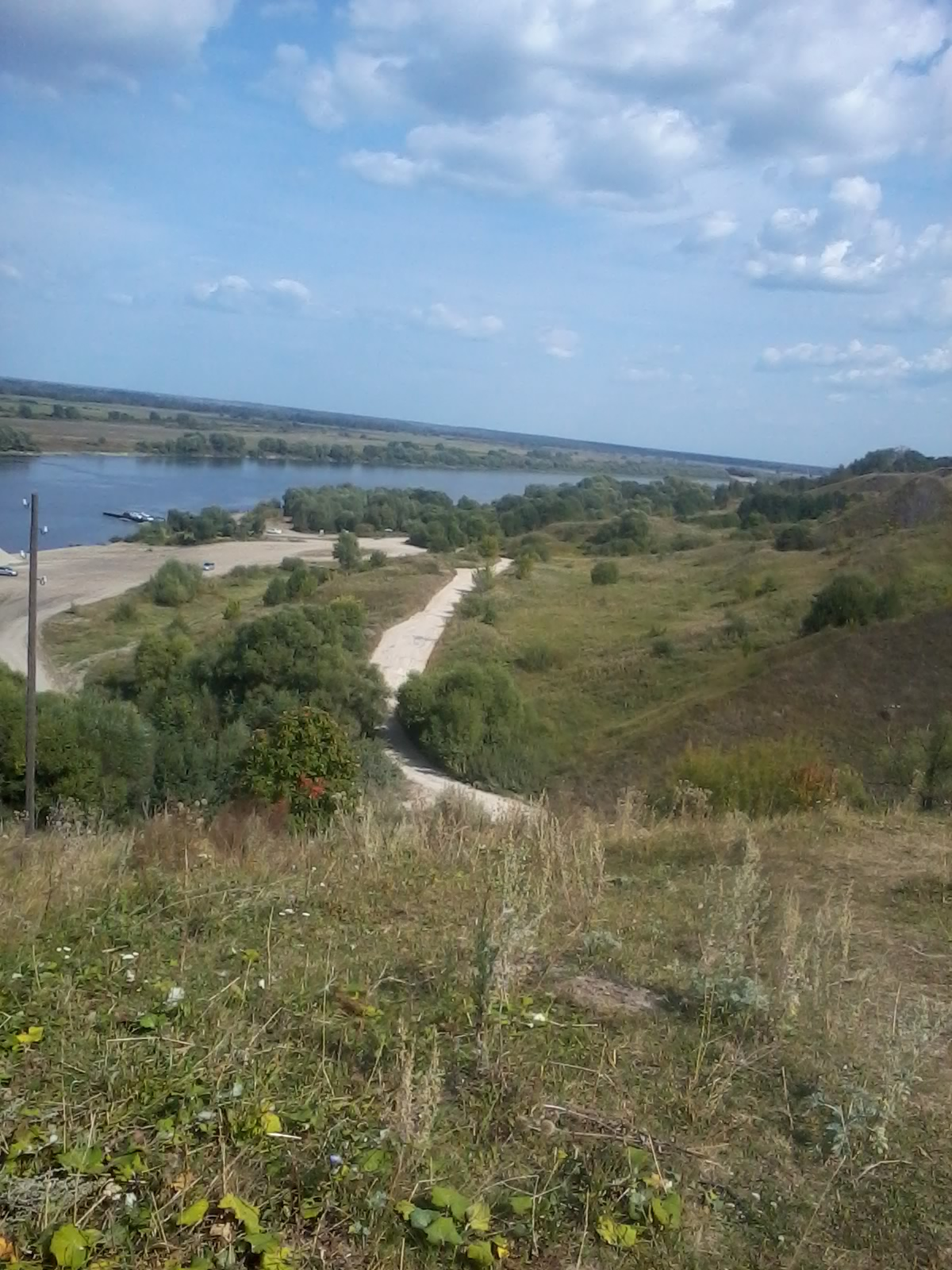
Спуск к реке Оке со стороны села (дорога от Базарной площади). Видна паромная переправа.

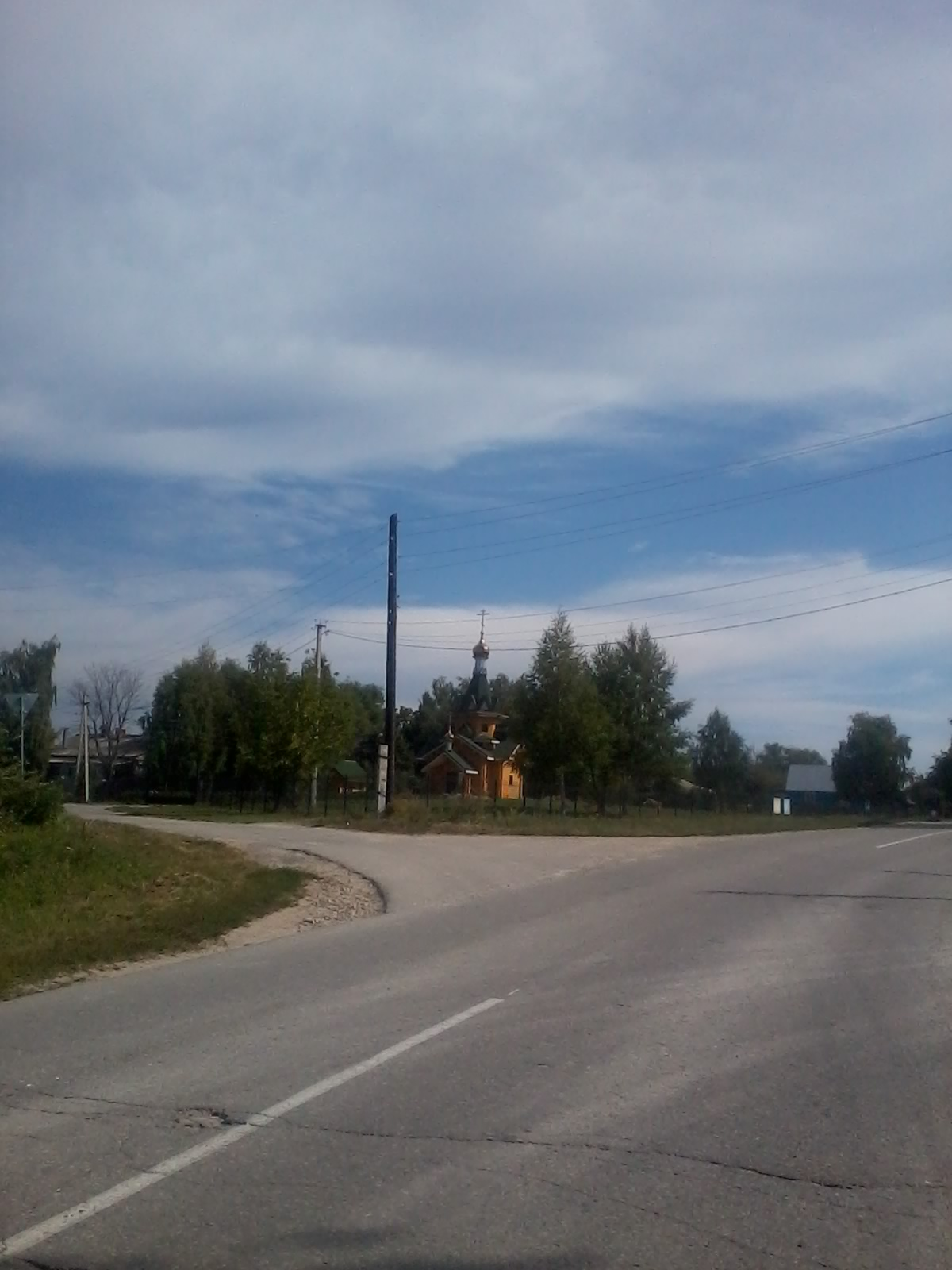
Вид на открытый в 2012 году Храм Петра и Февронии (стоит на месте алтарной части существовавшей несколько веков до 1945 года Воскресенской церкви).

### Село до XX века

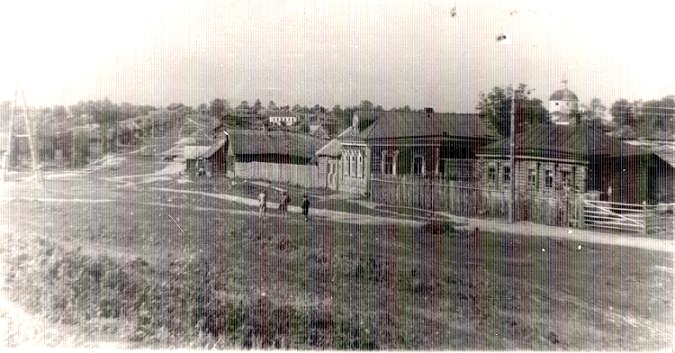
Село Кузьминское. На заднем плане видна разрушенная в 1950 году Ильинская церковь

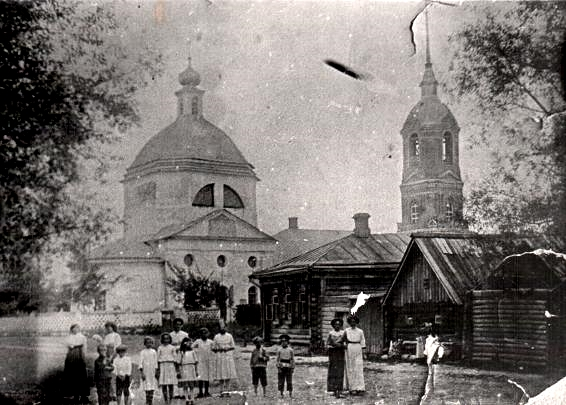
Историческая Воскресенская церковь до 1917 года

Согласно легенде, происхождение названия села Кузьминское, равно как и окрестных сёл — Константиново, Костино, Вакино, Федякино, Иванчино, Ивашково, связано с тем, что они, возможно, были распределены между сыновьями одного помещика.
Кузьминское — одно из старейших сёл на нынешней территории Рыбновского района, что подтверждается наличием могильника «Высокий», расположенного на противоположном — левом берегу Оки (в 1893—1895 гг. могильник (95 погребений) вскрывался рязанским археологом Алексеем Ивановичем Черепниным). Археологами было установлено, что захоронение относится к III—VIII векам нашей эры и является кладбищем племени Мещера́. Были обнаружены трупы, обёрнутые шерстяной тканью и лубом вместо гроба, обнаружено 7 погребений трупосожжения. В богатых мужских могилах найдены оружие и конская сбруя. В могилах бедняков найдены горшки и ножи. Также были обнаружены: глиняные сосуды, лунницы, гривны из бронзовой проволоки, вещи, покрытые эмалью, удила, пряжки, бляшки поясного набора. Проживающее здесь население, как считается, занималось скотоводством и земледелием и жило патриально-родовым строем.
Под названием «Кузминск» село упоминается в письменных источниках начала 16 века, но, по утверждению рязанского историка и священника Иоанна Васильевича Добролюбова (1837—1905), существовало и ранее. В грамоте 7114 года (1606 года — после Петровской реформы 1699 года) царь Василий Шуйский повелел протоиерею Дмитрию и попам «старого» Рязанского Успенского собора (ныне называемого «Христорождественским») собирать церковные пошлины, «как в Переславле Рязанском, так и в Кузминском уезде». В межевой выписи за 7185 год (1677 год) Рязанских писцовых книг упоминается, что владельцем села Кузминска (в 16 веке?) был боярин Пётр Морозов. В своих записках немецкий путешественник Адам Олеарий (1599—1671) именует Кузьминское «селом Морозовым» (предположительно, Олеарий как минимум проезжал мимо села по Оке в 1636 году, во время своего второго посольства в Россию). Позже селом долгое время владел сын Петра Морозова, боярин Василий Морозов, участвовавший в народном ополчении Дмитрия Пожарского.
В 1511—1633 годах на рязанские земли регулярно совершали набеги крымские татары, разоряя мещёрские места, Старая Рязань, Переяславль-Рязанский, Данков, Михайлов, Пронск, Рыбное, Иоанно-Богословский Пощуповский монастырь, Зарайск. Конкретных данных по разорению территории Кузьминского и ближайших окрестностей нет.
В окладных книгах 7186 (1676) года значится, что в селе имеется две церкви: Воскресенская (согласно источникам, в 1744 году разобранная «за ветхостию»), при приходе которой «10 дворов боярских, 70 дворов крестьянских, 20 дворов бобыльских, всего 104 двора, 2 попа, дьячок, пономарь, церковные земли 30 четвертей в поле», и Ильинская, при приходе которой «двор боярский, 25 дворов крестьянских, 32 двора бобыльских, всего 101 двор, 2 попа и дьякон». В состав прихода входила часть деревни Кудашево. В начале XIX века церкви стали каменными.
Согласно Х Ревизии 1858 года, в селе собственных крестьян графини Толстой и временнообязанных крестьян помещика Кропоткина: 272 домохозяина и 2250 жителей.
Доподлинно известно, что в первой половине XIX века крестьянами и селом владели несколько помещиков (см.ниже). После отмены крепостного права в 1861 году во владении помещиц Щербатовой и Кропоткиной находилось 15 300 десятин земли.
Согласно изданным в Санкт-Петербурге «Материалам для географии и статистики России» от 1860 года, село принадлежит к 2-му стану (центр 2-го стана — Городище) Рязанского уезда Рязанской губернии, относится к помещичьему ведомству, находится в 30 верстах от Рязани. В селе 183 двора, 1145 лиц мужского пола, 1136 лиц женского пола, 2 церкви, 1 базар.
В 1861 году в селе было открыто народное училище, наставниками в котором были местные священники.
В 1870-е годы происходит укрупнение Кузьминской волости, в селе открывается первая земская школа.
По подворной переписи 1881 года, в селе проживало 2863 человека, домохозяев — 461, из них 205 грамотных мужчин, 77 учащихся мальчиков, среди женщин — 7 грамотных и 2 учащиеся. В пользовании крестьян находилось 1180 десятин пахотной земли, 61 десятина леса, 856 десятин луга, выгона и кустарников. Собственной земли крестьяне не имели, в то же время 87 семей купили общинную землю — 73 десятины, в том числе пахотной — 68 десятин, луга 2 десятины, леса — 3 десятины. В селе держали: лошадей 492, коров 751, овец 1525, свиней — 198. Безлошадным было 121 хозяйство, с одной лошадью — 259, с двумя — 66, с тремя — 10, более трёх — 5. В 90 хозяйствах не было ни лошади, ни коровы.
В 1881 году в селе была 421 деревянная изба и 19 каменных, 417 изб крыты соломой, 23 деревом.

### Исторические церкви села и их судьба
В Кузьминском было две церкви. Обе упоминаются ещё в окладных книгах 1676 года.
Первая церковь называлась Воскресенской (к её приходу кроме восточной части села Кузьминское относились также соседние деревни Аксёново, Иванчины) и располагалась в «Нижнем Кузьминском» (в сторону деревни Аксёново, стояла на месте современной Церкви Петра и Февронии). В 1744 году деревянная церковь «за ветхостию» была заменена другой. Возведённая вместо неё церковь из красного (скорее всего) кирпича с приделами в честь Казанской иконы Божией Матери и святых Константина и Елены была построена в 1811 году помещицей Еленой Петровной Голицыной. Церковь была трёхъярусной и считалась самым высоким строением в округе, рядом с церковью находился пруд. В XIX — начале XX века в этой церкви служили: священники Илья Иванович Яковлев (заштатный), Иоанн Иванович Добротворцев, Николай Алексеевич Соколов, дьяконы Яков Дорофеев, Сергий Караулов, псаломщики А. Н. Смирнов (ок.1801-1875), Пимен Афанасьевич Ковчегов, Василий Смирнов, Василий Иванович Орлов, пономари Михаил Кузьмич Виноградов, Иван Петрович Орлов. Богослужения в церкви прекратились, скорее всего, в 1937 году, позже, в 1945—1947 годах, церковь была разобрана, а кирпич использован для строительства Кузьминской ГЭС. Долгое время на месте церкви был пустырь, пока в 2009 году не началось строительство современного небольшого деревянного храма Петра и Февронии, во время которого найден фундамент и склеп с захоронениями.
Вторая церковь называлась Ильинской, или святого пророка Илии, была приписной по отношению к Воскресенской и располагалась в центре села, рядом с Базарной площадью. К её приходу помимо западной части села Кузьминское относилась и деревня Кудашево. Существовавшая после деревянной церковь из белого кирпича с Никольским и Екатерининским приделами была построена в 1803 году той же помещицей Е. П. Голицыной. В XIX — начале XX века в этой церкви служили: священники Пётр Ильин (ум.в 1822 г.), Федор Иоаннов, Николай Петрович Стебников (ум.в 1876 г.), Михаил Андреевич Дроздов, Павел Петрович Прокимнов, дьяконы Фёдор Серебров, Георгий Николин, Иван Васильевич Брежнев, пономари Иван Петров, Никифор Митрофанович Воронцов (ок.1805-1852), Егор Никифорович Воронцов, псаломщики Иван Иванов, Сильвестр Стефанов, Василий Максимович Николаев, Николай Маков, Василий Соболев, Василий Иванович Орлов (1876—1942), Сергий Виноградов, Алексей Тихомиров. В Советское время, скорее всего в 1937 году, церковь была закрыта, в 1950 году её разобрали, а кирпич использовали для строительства колхозного клуба. На месте церкви затем находился детский сад, сейчас — общежитие. Сохранился фундамент и захоронения в земле.

### Учебные заведения в дореволюционном селе
В 1861 году в селе было открыто народное училище, наставниками в котором были священники местных храмов. Учили наставники безвозмездно, в собственных домах. В 1868 году здесь обучалось 55 мальчиков.
В 1876 году в Кузьминском открывается первая первоклассная (то есть трёхлетнее обучение проходило в одном кабинете) земская школа. Она создаётся сельским обществом, которое самостоятельно построило деревянное здание школы, покрыв его тёсом. Здесь же, в Кузьминском, в 1882 году открывается вторая первоклассная земская школа. Её попечителем стал князь С. А. Кропоткин. В 1885 году в двух Кузьминских школах учились 121 мальчик и 4 девочки. Позже было построено новое здание. Учителями школ села Кузьминское в конце XIX — начале XX века были: Иванов Сергей Иванович, Воронцов Александр Егорович (преподаватель Закона Божьего, сын пономаря Ильинской церкви Егора Воронцова), Журавлёва Мария Николаевна, Орлова Мария Ивановна, Земцов Николай Петрович, Белянин Пётр Егорович. Одна школа находилась рядом с Воскресенской церковью, другая — в центре села. Некоторые источники утверждают, что школы были основаны в 1882 и 1884 годах соответственно и что в 1897—1898 учебном году в них обучалось 57 и 84 учащихся. Согласно представленному в Музее С. А. Есенина (в соседнем селе Константиново) документу за 1903—1904 учебный год, обе кузьминские школы могли вмещать только половину проживавших в Кузьминском детей.
В соседней деревне Аксёново действовала церковно-приходская школа.

### Землевладельцы села
В первой трети XVII века вотчина боярина В. П. Морозова (ум. 1630).
В метрических книгах XIX века упоминаются следующие помещики, владельцы крестьян: в 1810-е годы: княжна Елена Петровна Голицына (Галицына, де Боли, 1752—1820, дочь Петра Яковлевича Голицына и Марии Семеновны Плещеевой), племянница Е. П. Голицыной Екатерина Августовна Деболи (ум.в 1825 г.), в 1820-е годы — Александр Петрович (1798—1837?) и Пётр Петрович Сабакины (Собакины), Елисавета Петровна Хилкова (урожд. Голицына, 1763—1829, сестра Елены Петровны Голицыной и Марфы Петровны Собакиной), в 1830-е годы: князь Пётр Михайлович Хилков (ум.в 1847 г., сын Елисаветы Петровны Хилковой), Павел Степанович Выговский, Анна Михайловна Щербатова (дочь Елисаветы Петровны Хилковой), Елена Михайловна Хилкова (Новосилчикова, Васильчикова, дочь Елисаветы Петровны Хилковой), княжна Варвара Николаевна Долгорукова (1764—1849), в 1850-е годы: графиня Анна Михайловна Хилкова (Щербатова, Толстая, 1799—1868, дочь Елисаветы Петровны Хилковой), княгиня Антонина Сергеевна Щербатова (Кропоткина, 1818—1861, дочь Анны Михайловны Щербатовой).
Известно, что после отмены крепостного права село находилось во владении Щербатовых и Кропоткиных.
С 1902 года село в результате браков стало собственностью только Кропоткиных. В селе в это время проживало 3600 человек, имелись: богадельня, синильня, кирпичный завод, паровая мельница. В 1892 году Кропоткина построила здесь небольшую деревянную больницу.

### Базары и ярмарки
В селе два раза в году проводились ярмарки, каждый вторник — базары.

### Особенность расположения сельских домов
Жилые дома села смотрят на улицу не фасадом, а торцовой частью и стоят близко друг к другу. Вызвано это тем, что под застройку дома и под усадьбу раньше выделялась земля лишь по 0,12—0,14 десятин. Большинство домов строилось из дерева и крылось соломой или изредка тёсом.

### XX век
На 1 января 1905 года в селе 503 двора, 3123 жителя, из которых 1402 мужчины и 1721 женщина, 2 каменные церкви, каменная часовня, еженедельный базар, 2 ветряные мельницы, казённая винная лавка, трактир, аптека, портомойня (прачечная или место для полоскания белья), маслобойня, почтовое отделение, волостное правление, урядник. Кроме усадьбы князя Кропоткина в селе значатся хутор Белоборка и лесная сторожка. В 1911 году в селе открылась библиотека.
Тяжёлое положение из-за безземелья, а также неурожаи приводили к крестьянским волнениям. Так, 6 декабря 1905 года кузьминские крестьяне совершили нападение на дом князя Кропоткина. Были совершены и другие выступления. Кузьминцы были участниками многих революционных событий. В частности, на Ленских золотых приисках в апреле 1912 года в числе рабочих, поднявших свой голос против невыносимых условий жизни и труда, были кузьминцы Трушин Дмитрий Иванович и Анипов Василий Иванович, уехавшие туда искать лучшую жизнь (см.также статью «Ленский расстрел»). В ходе сражений с жандармерией и другими стражами царского порядка оба погибли.

### Строительство плотины
В 1911 году на Оке близ села начинается строительство плотины. Вот таким видел это строительство Сергей Есенин, приехавший на лето в родное село. В своём письме другу Грише Панфилову в июне 1911 года он сообщает: «У нас делают шлюза, наехало множество инженеров, наши мужики и ребята работают. Мужикам платят в день 1 р. 20 к., ребятам 70 к., притом работают ещё ночью. Платят одинаково. Уже почти сделали половину, потом хотят мимо нас проводить железную дорогу.» Сохранились фотографии строительства плотины, сделанные в 1912 году Сергеем Михайловичем Прокудиным-Горским.

### Сельский колхоз
В 1929 году в селе появился колхоз, носивший имя В. И. Ленина (председателем стал Пётр Дмитриевич Родин). В 1930-м был организован ещё один колхоз имени Ленина, председателем которого стал Рябинкин (Рябинов) Яков Васильевич.
Колхозы образовываются и в соседних сёлах и деревнях: в Волхоне, в Константинове, в Аксёнове, в Шехмино, в Данилове, в Иванчинах.
В 1932 году колхозы объединились. Председателем стал Говорушкин Василий Степанович. На 1 января 1941 года, уже в объединённом колхозе было 295 хозяйств с числом членов 1117 человек, из них трудоспособных — 317. В 1940 году в посеве было 307 гектаров ржи. С них собрано по 8,2 центнера зерна. Посеяно только 18 га озимой пшеницы, собран урожай по 11 центнеров. Яровая пшеница занимала 112 гектаров и дала по 6 центнеров. Овёс засевался на 239 гектарах. Его урожай был 8,8 центнера с гектара. Сеялось 40 га проса, сажалось 173 га картофеля и 37 га овощей.
В колхозе имелось 186 лошадей, 141 голова крупного рогатого скота, в том числе коров — 51, свиней — 84, овец — 150, птицы — 357, пчёл — 20 семей. Валовой надой молока за 1940 год составил 165,3 тонны, а сдача его государству — 32,7 тонны. Мяса было произведено 70,1 тонны, настриг шерсти — 251 кг. Денежный доход за 1940 год составил 237 313 рублей. Основных средств было 412 670 рублей. Отчислено на капитальное строительство — 84 775 рублей.

### Школы в советское время
После Революции 1917 года в селе действовала начальная 4-летняя школа (Согласно «Положениям о единой трудовой школе» от 1918 года), находившаяся рядом с современным зданием Администрации, обучение в 5-7 классах проходило в соседнем селе Константиново (здание находилось перед усадьбой последней помещицы Константиново Л. И. Кашиной), дальнейшее среднее общее образование (8-10 классы) можно было получить в селе Пощупово, на территории закрытого в Советское время Иоанно-Богословского монастыря. Обучение стало бесплатным.
В 1938 году в Кузьминском открывается семилетка (располагалась рядом с местом, где теперь находится Храм святых Петра и Февронии). Для обеспечения приёма всех детей потребовалось ещё два здания. С 1961 года, как и другие семилетние школы в районе, школа стала 8-летней, в 1966 году Кузьминская школа стала средней. В 1970 году в состав Кузьминской школы вошла Аксёновская начальная школа. 29 сентября 1975 года школа переехала в новое кирпичное здание, рассчитанное на 320 учащихся из Кузьминского и соседних мест, рядом был построен дом для учителей.

### Кузьминское в годы Великой Отечественной войны
Военных действий в селе не велось, однако в связи с тем, что чуть западнее проходила граница фронта, в селе появлялись военные отряды. По собственной инициативе жители собрали 1 млн руб. на строительство танковой колонны «Рязанский колхозник». Много личных сбережений передано кузьминцами в фонд обороны страны. Кузьминцы отличились на фронтах и в партизанских отрядах.
В селе рядом с Базарной площадью стоит памятник погибшим во время войны кузьминцам. В 2008 году стал «Лучшим памятником воинам, погибшим в 1941—1945 гг.» в Рыбновском районе.

### Кузьминская ГЭС
Кузьминцы при поддержке государства и соседних колхозов построили межколхозную электростанцию, используя плотину на Оке. В короткий срок было поставлено 114 понижающих трансформаторных подстанций, построено 293 км высоковольтных и 246 км низковольтных линий электропередач. К 1 мая 1949 года были электрифицированы все колхозы, 2 совхоза и машинно-тракторная станция. Электрический ток был подведён к 59 школам, 29 больницам и медпунктам, 55 клубам, библиотекам и избам-читальням, 16 мельницам, 155 общественным и животноводческим помещениям, 55 молотильным токам и более чем к 7 тысячам домов. Преодолев огромные трудности, труженики района первыми в Рязанской области и в стране свой район сделали районом сплошной электрификации. В сёлах стали чаще демонстрировать кинофильмы, ставить спектакли, концерты, проводить вечера отдыха.
В память о строительстве ГЭС в машинном зале была установлена мемориальная доска с текстом: «ГЭС сооружена по решению СНК СССР от 18 января 1945 года силами колхозников Рыбновского района Рязанской области. Руководители строительства: инженер Петров П. В. и председатель колхоза имени Ленина Говорушкин В. С.»

### Село после 1945 года
В июле 1955 года, после смерти матери С. А. Есенина, сёстры поэта Екатерина и Александра передали дом, где родился поэт, в дар Кузьминскому сельскому Совету, чтобы сохранить его для будущего музея. Поначалу в доме находилась библиотека.
В 1958 году на базе Кузьминской РТС в расположенном неподалёку селе Старолетово был создан завод «Ветзоотехника».
В 1950 году, после присоединения к кузьминскому колхозу константиновского, аксеновского, а затем и шехминского колхозов, хозяйство стало одним из крупнейших в районе. Общая земельная площадь его составила более 5500 гектаров, из них пашни 2300 гектаров, сенокосных угодий и пастбищ более 2500 гектаров. Стало больше техники. На 1 января 1984 года на балансе колхоза было 37 тракторов, 11 зерновых, 5 силосоуборочных, 10 картофелеуборочных комбайнов, необходимое количество сеялок, сенокосилок, передвижных электростанций, доильных установок и агрегатов, 120 электромоторов. Денежный доход колхоза за 1983 год составил 1 885 977 рублей. Колхоз ежегодно осуществляет большое капитальное строительство. Только за последние годы построено несколько животноводческих помещений, здание конторы правления колхоза, средняя школа, жилые дома, в 1985 году открылся детский сад. В 1988 году построена новая кирпичная больница-поликлиника.
В 1992 году кузьминские колхозники первыми в районе стали акционерами. Вместо колхоза имени Ленина было организовано акционерное общество «Есенинское», которое 30 марта 2000 года было реорганизовано в СПК колхоз «Еенинский», в котором на 2000 год имелись 3 фермы животноводческих (КРС) и фермы молодняка КРС. На 2011 год в СПК работало 60 человек (председатель — Бурчихин Николай Борисович).
В ноябре 2000 года в селе открыта частная парикмахерская.
Осенью 2001 года построено новое здание узла связи (почта).
1 октября 2002 года на границе сёл Кузьминское и Константиново открыт Константиновский дом культуры. Книжные фонды Константиновской и Кузьминской библиотек объединились и на 2002 год составляли 5816 экземпляров. 15 декабря 2002 года состоялась презентация Константиновской модельной публичной библиотеки.
В мае 2008 года Кузьминской средней школе присвоено имя Сергея Есенина. На сентябрь 2011 года в школе работало 24 педагога и обучалось 93 ученика.
18 мая 2010 года открылся магазин самообслуживания.
По данным Кузьминского сельсовета, на 1 января 2011 года в селе проживало 511 человек (глава администрации — Гудков Александр Павлович).
В селе два раза в неделю работает баня (пятница — мужской день, суббота — женский).
В селе имеется своя электрическая подстанция, работают две паромные переправы — колхозная и военная.
По средам и субботам на Базарной площади проходят базары.

## Инфраструктура
От Базарной площади села Кузьминское в сторону села Константиново и в сторону деревни Аксёново ведёт единственная главная дорога. У Базарной площади главная дорога разветвляется: одно разветвление ведёт к крутому склону и реке Оке, второе — в сторону поля и деревни Раменки Рыбновского района, от второго разветвления в свою очередь отходит дорога к Кузьминскому кладбищу и некоторым домам села Кузьминское. Недалеко от базарной площади также имеется пологий спуск к реке Оке.
Нумерация домов в селе начинается от деревни Аксёново, при этом «речная» сторона домов является нечётной (дома от № 1 до № 341), «полевая» — чётной (дома от № 2 до № 290) .
В селе работают лесоперерабатывающий завод, молочнотоварная ферма, сельскохозяйственный производственный кооператив «Есенинское», дом культуры, филиал Рыбновской центральной библиотеки, школа, выездной рынок, 2 универсама, столовая, аптека, отделения Сбербанка и Почты России.

## Достопримечательности Кузьминского и его окрестностей
В селе есть памятник жителям сёл Константиново и Кузьминское и деревни Аксёново, погибшим во время Великой Отечественной войны, состоящий из 1 основного компонента и расположенных по бокам от него 8 плит с выгравированными именами павших (331 имя).
К достопримечательностям также относятся два деревянных храма. 
Первый — в честь святых благоверных князя Петра и княгини Февронии Муромских чудотворцев (построен на пустыре, на месте алтарной части разрушенной в 1945—1947 годах Воскресенской церкви, заложен 10.02.2010.
Второй — приписной храм святой равноапостольной княгини Ольги (относится к Алексеевскому ставропигиальному женскому монастырю Москвы, находится на территории детского лагеря «Державный», храм построен в начале 2000-х гг.
В соседнем селе Константиново находится Государственный музей-заповедник С. А. Есенина и Храм Казанской иконы Божией матери. В селе Кузьминском находился памятник промышленной архитектуры начала XX века — Кузьминский шлюз, построенный вместе с плотиной в 1912—1913 годах (инженер Н. П. Пузыревский, перепад воды — 3 метра), просуществовали до 2015 года, чуть ниже по течению в 2012—2016 годах в соседней деревне Аксёново построен Новокузьминский шлюз (гидроузел «Кузьминск»).
В селе сохранились дома некоторых священников, служивших в местных ныне разрушенных храмах.
На местном кладбище имеются остатки около 20 дореволюционных надгробий из белого камня (некоторые с надписями), могила уроженца села, депутата Государственной думы Российской империи И. И. Лукашина, могилы потомков священнослужителей.

## Транспорт
Добраться до Кузьминского можно автобусом № 132, курсирующем 4 раза в день из Рязани через Рыбное, или маршрутным такси № 111 напрямую из Рыбного. В селе 4 остановки: на Базарной площади, недалеко от границы с селом Константиново и две между Базарной площадью и деревней Аксёново.
В Константинове находится речная пристань, куда пришвартовываются круизные теплоходы, идущие по Оке.
На Оке в Кузьминском расположены две паромные переправы — гражданская и военная.